# Tropasteron eacham
Tropasteron eacham là một loài nhện trong họ Zodariidae.
Loài này thuộc chi Tropasteron. Tropasteron eacham được B.C.Baehr miêu tả năm 2003.